# Maria Averina
Pour les articles homonymes, voir Averina.
Maria Averina, née le 4 octobre 1993, est une coureuse cycliste russe, spécialiste des épreuves d'endurance sur piste.

## Palmarès

### Coupe du monde
- 2016-2017
  - 3e de l'américaine à Glasgow
- 2017-2018
  - 1re du scratch à Pruszków